# ميخائيل جيه
ميخائيل جيه (21 أبريل 1968 بكولمبو في سريلانكا - ) (بالإنجليزية: Michael Jeh)‏ هو لاعب كريكت أسترالي. لعب مع نادي مارليبون للكريكت ‏ ونادي الكريكت في جامعة أكسفورد ‏.

## وصلات خارجية
- ميخائيل جيه على موقع إي آس بي آن كريك إنفو (الإنجليزية)